# Sei Lob und Ehr dem höchsten Gut, BWV 117

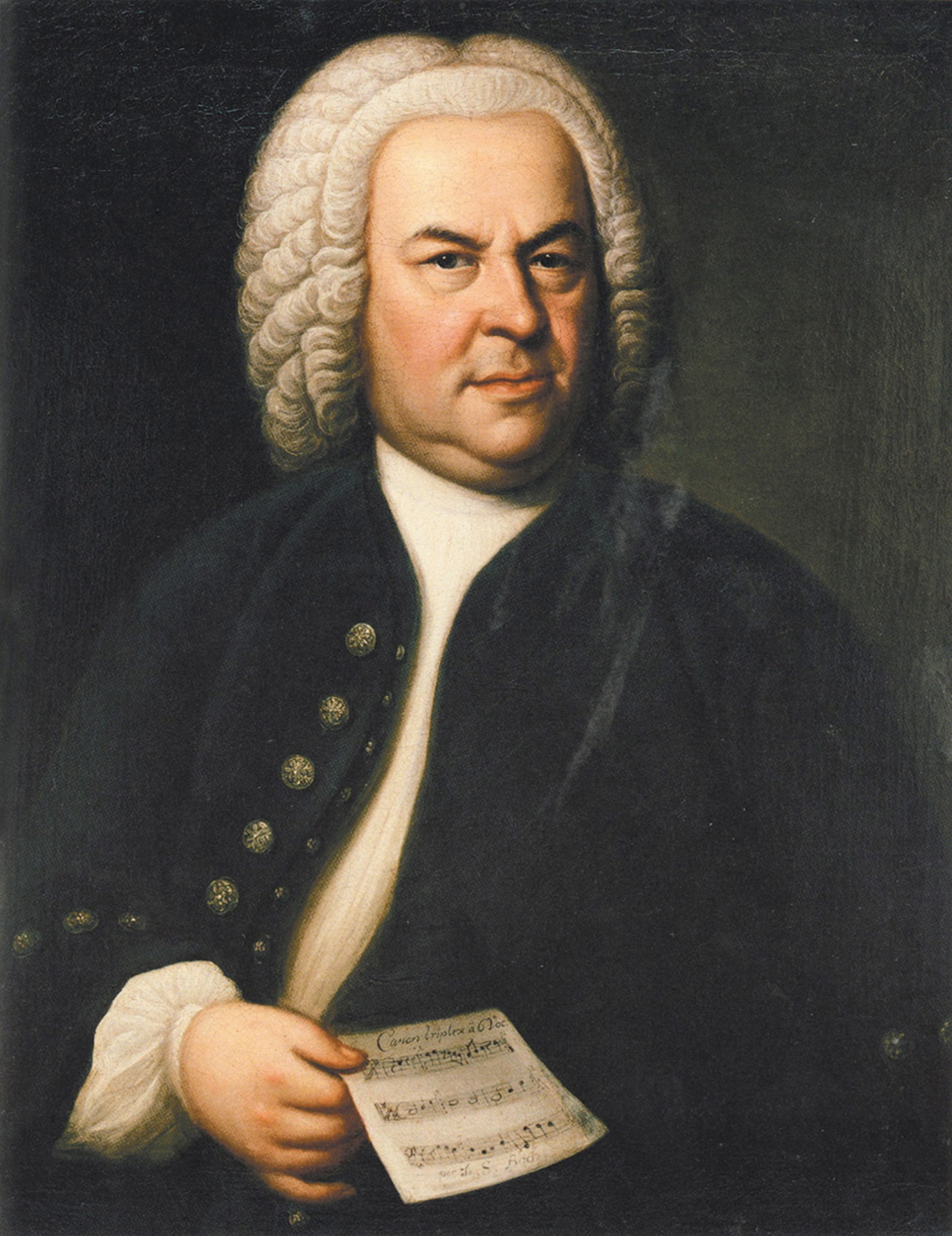
Johann Sebastian Bach, compositor de la cantata.

Sei Lob und Ehr dem höchsten Gut, BWV 117 (en español, Alaba y honra el bien supremo) es una cantata de iglesia compuesta por Johann Sebastian Bach en Leipzig entre 1728 y 1731 sin ocasión específica, basada en un himno de Johann Jacob Schütz.

## Historia y texto
Bach compuso la cantata coral en Leipzig entre 1728 y 1731 sin una ocasión específica, basada en un himno de Johann Jakob Schütz. El musicólogo Julian Mincham sugiere dos posibilidades: pudo haber sido concebida como una cantata de «propósito general», que podría usarse para casi cualquier ocasión con sólo cambios mínimos; o pudo haber sido escrita para una ceremonia de algún tipo, probablemente una boda.

## Estructura y partitura
La obra está compuesta por tres solistas vocales (alto, tenor y bajo), un coro de cuatro voces, dos flautas, dos oboes, dos oboes de amor, dos violines, viola y bajo continuo.
A pesar de tener sólo veinte minutos de duración, la cantata consta de nueve movimientos.
1. Coral: Sei Lob und Ehr dem höchsten Gut
2. Recitativo (bajo): Es danken dir die Himmelsheer
3. Aria (tenor): Was unser Gott geschaffen hat
4. Coral: Ich rief dem Herrn in meiner Not
5. Recitativo (alto): Der Herr ist noch und nimmer nicht
6. Aria (bass): Wenn Trost und Hülf ermangeln muss
7. Aria (alto): Ich will dich all mein Leben lang
8. Recitativo (tenor): Ihr, die ihr Christi Namen nennt
9. Coral: So kommet vor sein Angesicht

## Música
Simon Crouch comenta que esta cantata está «impregnada del espíritu de la danza»", sobre todo por su uso frecuente de la métrica ternaria y el predominio del modo mayor.
El coro de apertura es una fantasía coral en la que la soprano canta la melodía coral mientras que las voces más graves crean armonías de acordes. El largo ritornello instrumental, creado por las cuerdas (doblado por oboes y flautas) y el bajo continuo, aparece al comienzo del movimiento y cuatro compases antes de que las voces terminen al final.
El segundo movimiento es un recitativo de bajo notable por su línea final: Bach repite la línea cuatro veces en un arioso, acompañado de «una versión del motivo de alegría de tres notas de Schweitzer» en el continuo. El texto pasa de una típica acción de gracias a animar al oyente a honrar a Dios.
El aria tenor adopta el modo menor, a pesar del continuo optimismo del texto. Armónicamente, el movimiento consta de cuatro líneas de contrapunto creadas por el vocalista, continuo y dos oboes de amor. Aunque no hay un da capo anotado, la música permite una recapitulación del tema de apertura.
La coral central adopta el texto menos optimista del himno original, en contraste con los otros movimientos, en su mayoría optimistas. Inusualmente para una cantata de Bach, es un escenario simple de la melodía coral colocada en el medio de la cantata en lugar de al final. La melodía principal se basa en una nota repetida y un motivo modal.
El recitativo alto es bastante similar al recitativo bajo del segundo movimiento, variando sólo en la plenitud del acompañamiento de apertura. Al igual que el recitativo anterior, concluye con un arioso que repite la última línea del texto, nuevamente con el motivo «alegría» en el continuo.
El aria de bajo es un reflejo del aria de tenor anterior al adoptar el modo menor. El movimiento es notable por su violín obbligato «extendido» y por las múltiples instancias de figuralismos a lo largo de la línea vocal.
El séptimo movimiento es un aria alto en el que la cantante asume una visión personal de la devoción. El acompañamiento comprende tresillos fluidos en la flauta, «las palpitaciones de un latido excitado», sobre acordes repetidos en las cuerdas.
El recitativo tenor adopta la voz de un pastor que predica a sus seguidores. El movimiento es «corto pero operáticamente declamatorio» y se modula desde el modo menor a sol mayor para establecer el movimiento final.
Inusual para Bach, que a menudo cierra las cantatas con una configuración simple de cuatro partes de una coral, el coro de cierre repite la música del primer movimiento, con un texto que invita al oyente a cantar y bailar.

## Grabaciones
- Thomanerchor Leipzig / Gewandhausorchester Leipzig. Bach Made in Germany, vol. 1. Eterna, 1949.
- Göttinger Stadtkantorei / Frankfurter Kantatenorchester. J.S. Bach: Cantatas BWV 93 & BWV 117. Vanguard, 1960.
- Kantorei der Karlshöhe Ludwigsburg / Stuttgarter Bachorchester. Das Kantatenwork. FSM, 1973.
- Amsterdam Baroque Orchestra & Choir, Ton Koopman J.S. Bach: Complete Cantatas, Vol. 19. Antoine Marchand, 2005.